# Agriphila beieri
Agriphila beieri là một loài bướm đêm trong họ Crambidae.